# 约皮·塞尔巴赫
约皮·塞尔巴赫（荷蘭語：Jopie Selbach，1918年7月27日—1998年4月30日），荷兰女子游泳运动员。她曾代表荷兰参加1936年夏季奥林匹克运动会游泳比赛，获得女子4×100米自由泳接力金牌。